# Zecheriner Brücke

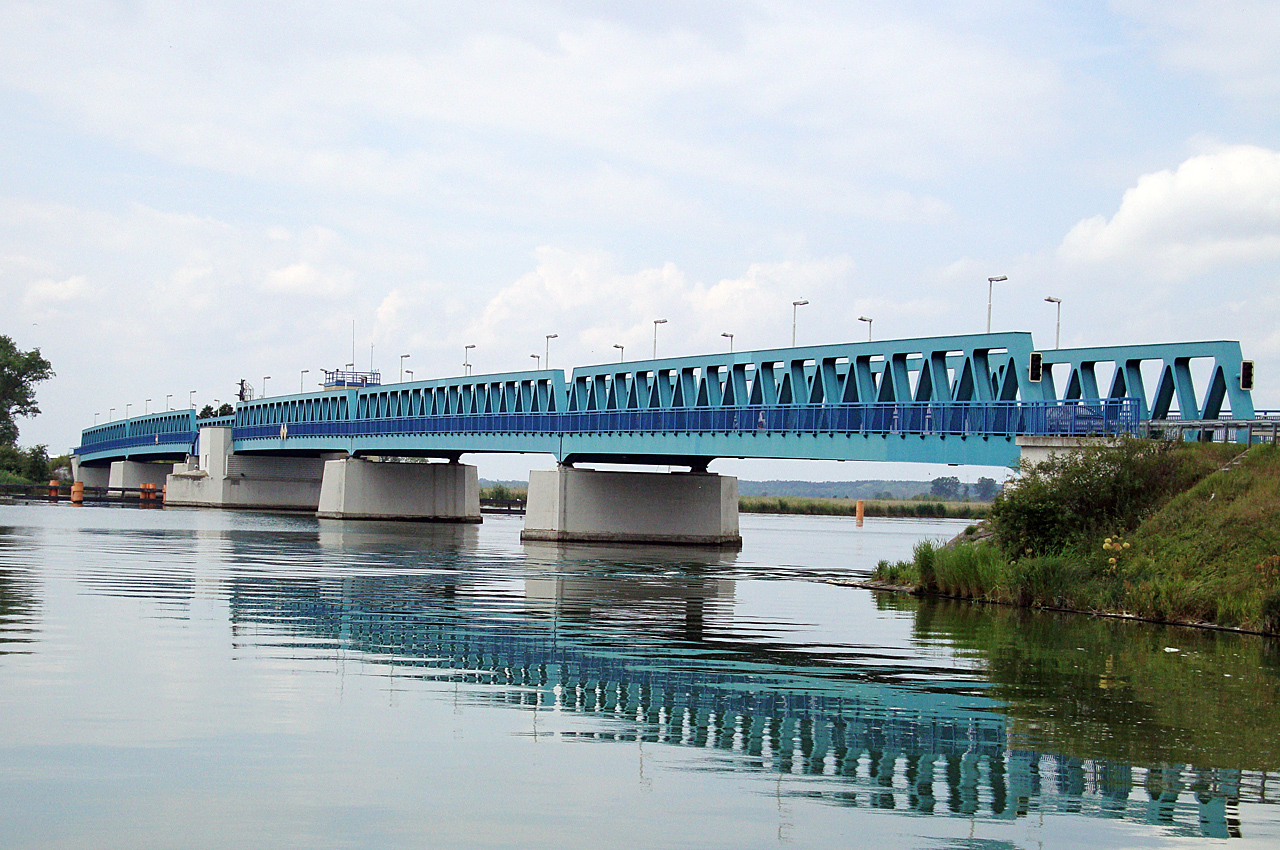
Zecheriner Brücke (2009)

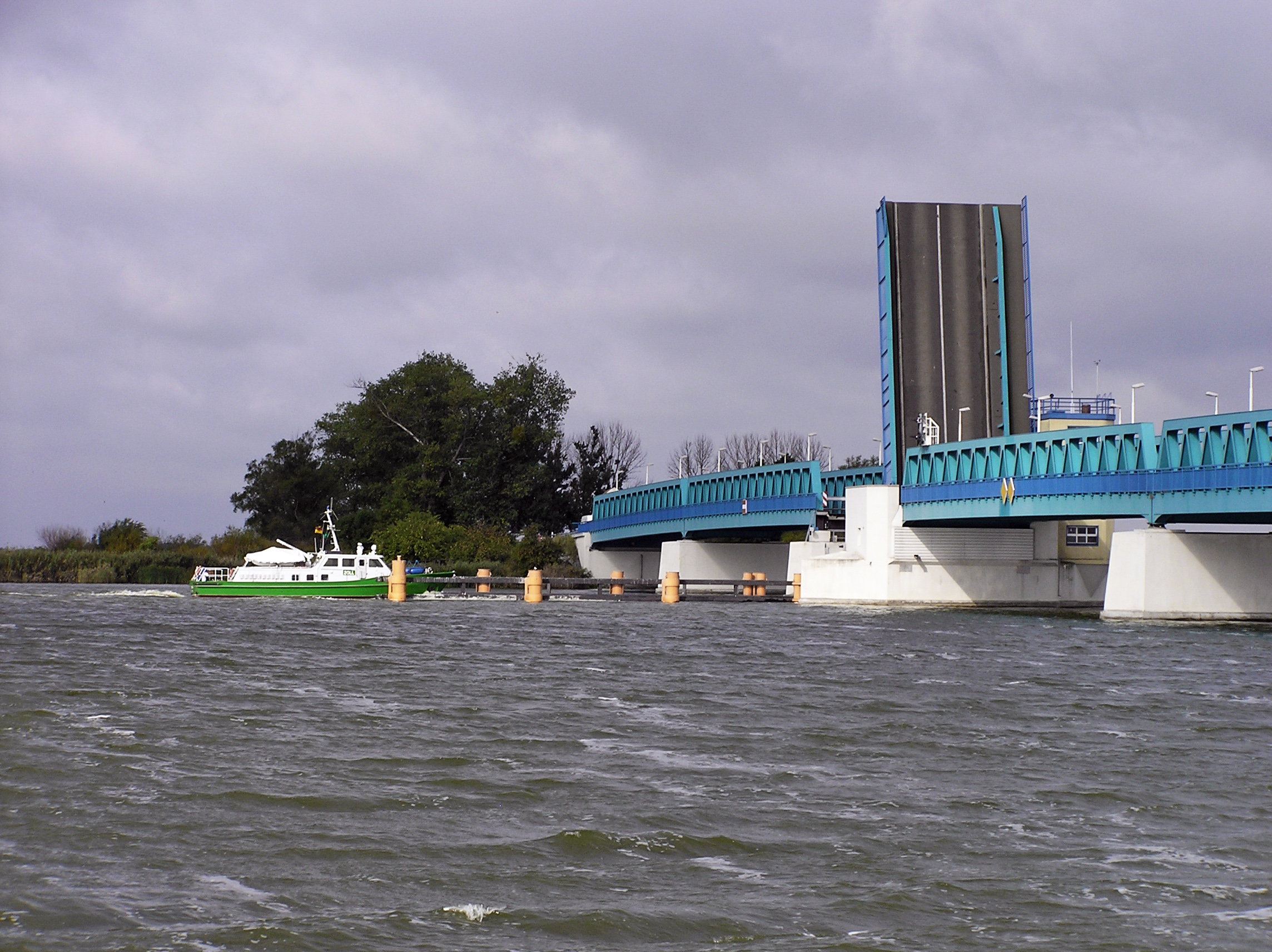
Zecheriner Brücke mit geöffneter Klappe

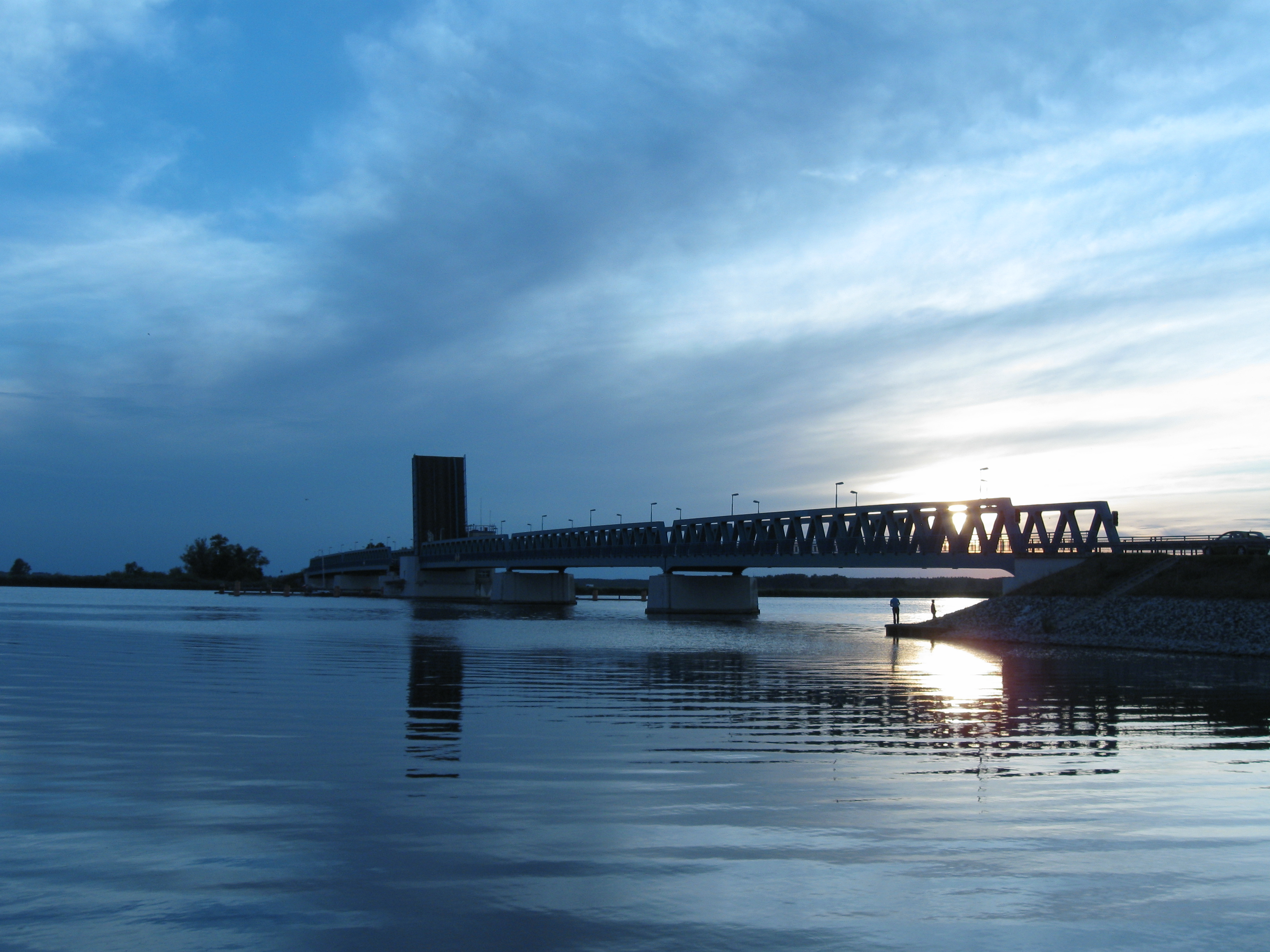
Geöffnete Zecheriner Brücke (im Juli 2013)

Die Zecheriner Brücke ist eine Klappbrücke über den Peenestrom im Zuge der Bundesstraße 110. Sie liegt im Ortsteil Zecherin der etwa sechs Kilometer nach Westen entfernten Stadt Usedom und ist neben der Peenebrücke Wolgast eine von zwei Straßenbrücken vom deutschen Festland auf die Insel Usedom.

## Geschichte
1867 konnten die Kahn- und Pramfähren „Klotzower Fähre“ und „Pinnower Fähre“ den Verkehr zur Insel Usedom nicht mehr bewältigen. Von Johannishof südlich von Pinnow bis zum Peenestrom wurde ein Straßendamm (heutige B 110) aufgeschüttet und beim so genannten Schwemmort eine fiskalische Fähranstalt mit Fährgehöft eingerichtet. Als der Bäderbetrieb in den 1920er Jahren auf der Insel Usedom einen rasanten Aufschwung erfuhr, stießen die Kapazitäten der Fährverbindungen zwischen Schwemmort auf dem Festland und Insel bald an ihre Grenzen. Daher veranlasste der Landkreis Usedom-Wollin den Bau einer Straßenbrücke. Die Bauarbeiten begannen 1930. Im folgenden Jahr, am 22. Mai 1931, wurde die Verbindung als Usedomer Bäderbrücke eröffnet.
Kurz vor Ende des Zweiten Weltkriegs wurde die Brücke 1945 von der Wehrmacht gesprengt. Erst 1955 konnte sie erneut für den Straßenverkehr freigegeben werden. In den Jahren 1999 und 2000 wurde die Brücke vollständig saniert.

## Technik
Die Zecheriner Brücke hat eine Gesamtlänge von 325 Metern. Die Länge der Klappbrücke beträgt 20 Meter. Bei geschlossener Klappe und mittlerem Wasserstand ist eine Durchfahrtshöhe von sechs Metern möglich. Die Breite der Fahrbahn beträgt ebenfalls 6 Meter. Dazu kommt noch ein 1,5 Meter breiter Gehweg.
2019 finden täglich drei (bis 31. März) bzw. fünf (ab 1. April) Öffnungszeiten von je maximal 15 Minuten statt.

## Weitere Brücken über den Peenestrom
- Die derzeit einzige weitere Brücke zur Insel Usedom ist die Peenebrücke Wolgast, ebenfalls eine Klappbrücke im Zuge der Bundesstraße 111 gelegen.
- In den Bundesverkehrswegeplan 2030 aufgenommen wurde eine weitere Straßenbrücke in Wolgast, die als zweiter Bauabschnitt im Zuge einer 7,6 Kilometer langen Ortsumgehung als 42 m hohe Hochbrücke ausgeführt werden soll.[2] Diese Brücke soll eine Extradosed-Brücke werden und durch ihre Höhe Schiffsverkehr ermöglichen, ohne dass eine Öffnung der Brücke erfolgen muss. Das laufende Planfeststellungsverfahren soll durch das Land Mecklenburg-Vorpommern beschleunigt werden, sodass 2020 der Baustart erfolgen kann.[3] Der Planungsprozess wurde zunächst aus naturschutzrechtlichen Gründen unterbrochen. Da Zugvögel die runden Seile der Brückenkonstruktion schwer wahrnehmen können, wurde die Planung auf platte Trägerseile abgeändert. Im Oktober 2018 wurden die überarbeiteten Planungsunterlagen für den Brückenneubau veröffentlicht. Kalkuliert wird eine Bauzeit von vier bis fünf Jahren, bei einer Kostenkalkulation von 94 Millionen Euro.[4]
- Die Eisenbahnbrücke Karnin wurde nach der Sprengung am Ende des Zweiten Weltkrieges bisher nicht wieder aufgebaut.